# La Causa Radical
La Causa Radical (usualmente abreviado como La Causa Я o LCR) es un partido político venezolano laborista fundado por Alfredo Maneiro. 
En la actualidad no está habilitado para participar en elecciones.

## Ideología política
La Causa Radical se fundó bajo el pensamiento de Alfredo Maneiro quien propugnaba lo que él llamaba una «democracia radical», que consistía en una profundización de la democracia con la participación popular y contraria al socialismo autoritario y a la democracia liberal. El mismo Maneiro consideraba este movimiento como «peculiar» y «excéntrico» dentro de la izquierda venezolana, también la consideraba «marxista pero tenuemente» y a su vez como no dogmática.
Por otra parte, Maneiro expresaba que su idea de «calidad revolucionaria» no se limitaba a la toma de poder, sino que incluso desde antes de esta se debía empezar la transformación de la sociedad, a la vez que advertía el riesgo de que por solo enfocarse en la toma del Estado al final los partidos reproducían internamente la estructura del sistema.
Al mismo tiempo, Maneiro cuestionó el burocratismo de los partidos y defendió un partido-movimiento abierto que se retroalimentara con la lucha social de los diversos sectores de la sociedad. Su idea era establecer una relación directa con la gente, y a través de esta práctica y experiencia se continuaba la construcción ideológica. Aunque ciertamente Maneiro defendía la idea de la vanguardia política, la entendía como un proceso de interacción entre el liderazgo y el movimiento que entendiera el partido no como el comienzo del movimiento revolucionario sino como el resultado y que permitiera el constante surgimiento de nuevos liderazgos ajustados a su realidad específica.
Para Maneiro no se trata de infiltrarse en algún movimiento sino «facilitar la búsqueda y el encuentro con ese liderazgo, que seguramente se había producido durante el conflicto».

## Historia
El partido nació luego de la división del Partido Comunista de Venezuela, cuando se formó también el Movimiento al Socialismo (MAS). En ese momento, algunos de los antiguos miembros del partido que no quedaron satisfechos con la división hecha se agruparon como La Causa Radical.

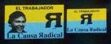
Tarjeta electoral de La Causa R en las elecciones generales de 1988.

Su primera victoria fue la presidencia del sindicato de trabajadores de SIDOR en 1979, ganándole al partido Acción Democrática (AD). El partido empezó a presentar candidatos a las elecciones presidenciales a partir de 1983 sin éxito, siendo postulado su líder Andrés Velásquez aunque solo obtuvo el 0,09 % de los votos, en la campaña de 1988 en un principio iba a postular al historiador Jorge Olavarría, pero no se concretó y finalmente La Causa R volvió a postular a Velásquez, cuyos resultados solo mejorando ligeramente con un 0,37% quedando en un lejano octavo lugar, sin embargo en un ambiente de descredito de los partidos mayoritarios y en el colofón de los disturbios conocidos como el Caracazo el partido aumentó su popularidad en especial en los barrios pobres de Caracas, por lo tanto al tercer intento de Velásquez en las presidenciales de 1993 obtuvo un sorprendente ascenso de votos con el 21,95%, pero quedando de cuarto lugar. En las elecciones de 1998 en un primer momento la organización apoyaba a la alcaldesa del municipio caraqueño de Chacao, Irene Sáez, pero debido a desacuerdos finalmente La Causa R presentó como candidato a Alfredo Ramos, en la que obtuvo el sexto lugar con un escueto 0,11% de votos.. Durante el año anterior La Causa R sufrió una escisión en su ala izquierdista, liderada por Aristóbulo Isturiz y Pablo Medina que pasó a denominarse Patria Para Todos (PPT), y apoyó la candidatura presidencial del antiguo militar Hugo Chávez, (que ganó finalmente la campaña de 1998).
La Causa R en las elecciones presidenciales de 2000 apoyó a Francisco Arias Cárdenas que obtuvo el segundo lugar y cuya tarjeta fue la segunda más votada con el 18,95%, en 2002 La Causa R decidió formar parte de la Coordinadora Democrática, que aglutinaba una coalición de partidos y organizaciones de amplio espectro cuyo elementos en común eran ser opositoras al gobierno de Hugo Chávez, pero fue disuelta en 2004. En 2006 La Causa R anunció su apoyo al candidato del partido Un Nuevo Tiempo (y buena parte de los partidos de oposición, en esencia los mismos que conformaban la Coordinadora Democrática), el socialdemócrata y ex AD Manuel Rosales para las elecciones de diciembre de 2006, que no pudo impedir la reelección del presidente Chávez, obteniendo la LCR un porcentaje muy bajo de votos en su tarjeta, nuevamente varios militantes se separaron del partido en marzo de 2007 para ingresar en el movimiento Un Nuevo Tiempo del excandidato Rosales. En noviembre de 2007 se presenta como uno de los partidos para promover la opción del "No" para rechazar el Proyecto de Reforma Constitucional 2007 en Venezuela.
En las últimas elecciones parlamentarias, realizadas en septiembre de 2010, La Causa Radical obtuvo 103.367 votos, lo que representa el 0.91% de los votos válidos y lo convierte en el duodécimo partido venezolano más votado, y a la vez lo convierte en el octavo partido de la coalición opositora MUD, al acaparar el 1.94% de los votos de la misma. Aunque desde 1983 el partido participa en elecciones nacionales, en esta elección el 53.06% de sus votos provinieron del estado Bolívar.
Algunos de los miembros de la Causa R trabajan políticamente en una de las centrales sindicales del país: la CTV, y otros sindicatos siendo su presencia localizada en las empresas siderúrgicas y eléctricas de Venezuela.
Aun así, los mayores logros del partido han sido obtener entre 1989 y 1995 la Gobernación del estado Bolívar con Andrés Velásquez, entre 1995 y 2000 la Gobernación del estado Zulia con Francisco Arias Cárdenas, la Alcaldía del municipio Libertador entre 1992 y 1995 con Aristóbulo Istúriz y la Alcaldía del municipio Iribarren (Lara) entre 2012 y 2017 de la mano de Alfredo Ramos.

## Resultados electorales

### Presidenciales
|  | 0.09 % |

|  | 0.37 % |

|  | 21.95 % |

|  | 0.11 % |

|  | 18.95 % |

|  | 37.52 % |

|  | 0.24 % |

|  | 36.90 % |

|  | 44.31 % |

|  | 49.12 % |

|  | 67.08 % |

### Parlamentarias
|  | 0.5 % |

|  | 1.6 % |

|  | 20.68 % |

|  | 3.0 % |

|  | 4.41 % |

|  | 1.2 % |